# Trumpet Island
Trumpet Island er en amerikansk stumfilm fra 1920 af Tom Terriss.

## Medvirkende
- Marguerite De La Motte som Eve de Merincourt
- Wallace MacDonald som Richard Bedell
- Hallam Cooley som Allen Marsh
- Josef Swickard som Jacques de Merincourt
- Arthur Hoyt som Henry Caron
- Marcella Daly som Hilda
- Percy Challenger som Valinsky